# Gary Davis
Pour les articles homonymes, voir Reverend Gary Davis et Davis.
Gary Davis, né le 11 septembre 1951 à Los Angeles, est un acteur, cascadeur et réalisateur américain.

## Filmographie partielle

### Comme acteur
- 1978 : La Magie de Lassie (The Magic of Lassie), de Don Chaffey

### Comme réalisateur
- 1993 : Mon fils est-il un assassin ? (Conflict of Interest)
- 1996 : Fleur de poison 2 : Lily (Poison Ivy II: Lily)